# Nydambåden
Nydambåden er en 3 ton og 23 m lang og 3,5 m bred klinkbygget egetræsbåd, der repræsenterer et udviklingstrin mellem den syede plankebåd fra Hjortspring og de egentlige vikingeskibe. Båden er fra ca. 320 e. Kr. og blev fundet 18. august 1863 i Nydam Mose ved Øster Sottrup i det østlige Sønderjylland. Båden var et krigsfartøj med en besætning på 45 mand, deraf var 36 roere. Den er i dag udstillet på Gottorp Slot i Slesvig by.
I 2013 blev der søsat en rekonstruktion af skibet kaldet Nydam Tveir.

## Historie
Nydambåden blev omkring 345 e. Kr. nedlagt i mosen, og var én af ca. seks nedlægninger af krigsbytte, som daterer sig fra intervallet 200-450 e. Kr. Man formoder, at båden har tilhørt en fremmed hær, der er blevet besejret af den fastboende befolkning i området omkring mosen. Nydamsbåden er dateret ved hjælp af dendrokronologi til 310-320 e. Kr., og nedlægningen i mosen har sandsynligvis fundet sted omkring 340-350 e. Kr.
De første arkæologiske udgravninger i Nydam Mose blev foretaget af arkæologen Conrad Engelhardt med start i 1859. Allerede i 1863 stoppede udgravningerne igen som følge af den 2. Slesvigske Krig mellem Danmark og Prøjsen i 1864.
Under udgravningen fandt Engelhardt både store mængder af våben, brugsgenstande og tre fartøjer fra den yngre jernalder. En del af disse fund blev dog ødelagt eller forsvandt under krigen, dette inkluderer et velbevaret skib i fyrretræ. Den eneste båd, der blev bevaret var Nydambåden, der var et velbevaret skib bygget i egetræ. Det blev bygget omkring år 320 og sænket allerede i 340. Dette var under den såkaldte folkevandringstid, hvor forskellige stammer i den sydlige Jylland både bekæmpede hinanden og indvandrende stammer. Derfor antages det, at båden stammer fra et slag mellem nogle af disse stammer.
I 1997 fandt man to 1,3 meter lange træpæle med udskårne mandshoveder i området, hvor stævnen af Nydambåden havde ligget. Hovederne er cirka 40 cm høje. Man antager, at de har siddet i stævnen på Nydambåden. De blev måske sat op på bordplanken, når der skulle gøres indtryk på fjenden. Den egentlige funktion er endnu ikke bestemt.
Nydambåden indtager en fornem plads blandt de danske jernalderfund, eftersom det er det ældste kendte rofartøj i Nordeuropa. Nydambåden er den største og bedst bevarede af de fundne både i Nydam Mose.
De udgravede fund fra Flensborgsamlingen blev inddraget i fredsslutningsaftalen efter krigen i 1864, og det er grunden til, at de i dag befinder sig i Tyskland. Af de to hele både er kun Nydambåden bevaret og genopbygget. Den kan sammen med en del af det udgravede krigsudstyr ses på museet på Gottorp Slot i Slesvig by.
Efter at have afvist en anmodning fra Danmark om at få Nydambåden udleveret, gav den britiske militærregering tilladelse til, at den fra maj 1947 kunne få permanent ophold i den tidligere ridehal ved siden af Gottorp Slot.

## Beskrivelse
Båden er blevet roet frem, og den har givetvis været brugt til krigstogter. Man regner med, at den har kunne komme op på omkring 9 knob, og har haft gode manøvreegenskaber, der har gjort den egnet til togter i Østersøen og Nordsøen. Ligesom med andre skibstyper fra perioden har man sandsynligvis sejlet båden langs kysten og ikke krydset større afstande over åbent vand.
Jyder, anglere og saksere har formodentlig benyttet skibe, der ligner Nydambåden til at sejle til England i det 400- og 500-tallet.
Dele af båden viser indflydelse fra Romerriget. Således kendes både klinkbygning og kalfatring med stofrester fra Middelhavsområdet og Gallien. Man brugte også massive spanter i romerske skibe, og ankeret er ligeledes påvirket af romerske metoder.
Nydambåden er et stort rofartøj, som er opbygget helt af eg med fem brede. klinklagte bordplanker i hver side udgående fra en bred bundplanke. Det klinkbyggede skrog har en oprindelig længde af 22,84 m og en maksimal bredde af 3,26 m. De overlappende planker var forbundet med jernnitter, som gav et solidt skrog. Til tætningen blev der brugt vævet uldstof og tjæremasse. Det blev tidligere antaget, at plankerne var ud af et stykke og trak sig ud over den samlede skroglængde. Nyere undersøgelser viser, at de fleste af plankerne er sammensat af to dele. Disse blev i et overlappende trin slået sammen. Den slankbyggede havgående båd besad en ægte opadgående bov, der var forbundet med bordplankerne.
Nydambåden havde ingen sejl og fremdriften var alene med årer af asketræ, hvor roerne sad med ryggen til fartretningen. Som åregafler tjente 28 tilrettede på rælingen med bast sammensnørede udsmykkede grengafler.
De fleste af de årer Engelhardt udgravede 1859-1862 er gået delvis tabt grundet forkert konservering, bortset fra en ca. 3,5 m lang åre. Ved udgravningerne 1989-1999 blev der fundet 20 fuldstændig bevarede årer, som er kendetegnet ved bladenes slanke form.
Den overvejende del af årerne er fremstillet af spejlkløvet træ, som er velegnet til at modstå vandets tryk mod årebladet.
1997 blev der fundet 1,3 meter høje træpæle med ca. 40 cm høje snittede hoveder, som lå i nærheden af fundstedet for Nydambådens stævn, derved formoder man, at de også der var befæstet. Om deres funktion er der indtil nu ingen afklaring på.
Bådens besætning var på 45 mand, deraf 36 roere ved årerne.
Træprøver udført af Nationalmuseets Naturvidenskabelige Undersøgelser viser, at bådens egetræ er fældet ca. 310-20 e. Kr.

## Udstilling
Båden har siden 1863 været udsat for en lang række begivenheder som kunne have medført dens totale ødelæggelse. De fundne bådsdele blev liggende i mosen nogle måneder før den egentlige rekonstruktion og renovering af fartøjet kunne begynde i Flensborg. Allerede i slutningen af 1863 blev båden udstillet i en af Flensborgsamlingens bygninger. 1877 blev båden flyttet og udstillet i et loftlokale på museet i Kiel. 1925 blev båden flyttet til en nyopført udstillingshal ved Landsdelsmuseet i Kiel. Den 25. september 1941 blev Nydambådens på grund af mange luftangreb, transporteret på en flodpram via kanaler til søen Ziegelsee i nærheden af Mölln i Slesvig-Holsten, hvor den lå til 1946. Flytningen af båden var berettiget, da bådens udstillingsbygning den 18. maj 1944 udbrændte på grund af et luftangreb. I foråret 1947 fik Nydambåden sin nuværende plads i Nydamshallen, den tidligere eksercerhal for fjerde danske dragonregiment, ved siden af Gottorp Slot i Slesvig. I 2003 blev Nydambåden transporteret til Nationalmuseet i København til en specialudstilling kaldet "Sejrens Triumf". Den var på museet indtil marts måned 2004, hvorefter den blev sendt tilbage til Gottorp Slot.
Udstillingen giver indtryk, at Nydambåden er fuldstændig bevaret, men mange dele i den var nedbrudte, da den blev fundet. Flere spanter, tofter, roret og alle årekejperne er kopier fremstillet i Engelhardts tid. Også en del af styrbord (højre) sides bordplanker er udskiftede.

## Betydning
Den største og bedst bevarede af de fundne både i Nydam Mose Nydambåden, er en vigtig kilde til forståelsen af den nordiske skibsbygningstradition.
Den klinkbyggede egetræsbåd repræsenterer et udviklingstrin mellem den syede plankebåd fra Hjortspring og de egentlige vikingeskibe. Nydambådens konstruktion er den ældst kendte klinkbyggede og naglede robåde i Nordeuropa. Konstruktionsmetoden er en nyudvikling indenfor det nordeuropæiske skibsbyggeri og Nydamtypen udviklede sig videre i løbet af vikingetiden fra omkring 800 e. Kr. På dette tidspunkt begyndte man at sætte sejl på skibe, og planker og spanter blev samlet med trænagler.

## Mindesten
Den 21. september 1947 afsløredes en mindesten ved Nydam Mose. Den er en lys rødlig granit, ca. 1 meter høj, som blev fundet ved stranden vest for Snogbæk Hage. Stenen er tegnet af museumsinspektør Jens Peter Raben og udført af stenhugger Iversen, Sønderborg. Dens indskrift lyder:
| Citat | I DENNE MOSE 400 m MOD NORDVEST FANDTES NYDAM BAADEN 1863. | Citat |
|       |                                                            |       |

Over indskriften er indhugget en konturtegning af båden.

## Nydambådens Laug
Nydambådens Laug blev dannet i 2001 som en underafdeling af Nydamselskabet. Lauget har 20 aktive medlemmer der på Nydambådens Værft i Sottrupskov siden 2005 er beskæftiget med at bygge en rekonstruktion af Nydambåden med ekspertbistand fra Vikingeskibsmuseet i Roskilde. 17. august 2013 blev båden søsat i Sottrupskov som Nydam Tveir.
Rekonstruktionen skal bl.a. bruges til at undersøge sejlegenskaber, og forsøge om den kan krydse områder som Alssund, Lillebælt, Østersøen, Kattegat og Skagerrak.
Tidsplan for byggeriet
- 2008 Fremstilling og fiksering af kølbjælke og begge stævne
- 2009 Fremstilling af skabeloner og opsætning, fremstilling af skabeloner og opsætning og fremstilling og montage af nederste bordplanker
- 2010 Fremstilling og montage af nr. 2 bordplanker og fremstilling og montage af nr. 3 bordplanker 2010-11
- 2011 Fremstilling og montage af nr. 4 bordplanker
- 2012 Fremstilling og montage af rælingsbordplankerne of fremstilling og montage af spanter
- 2009-2013 Fremstilling og montage af dørk, årer, tovværk med mere

## Galleri
- Kort over Nydam Mose
- Del ad Engelhardts tegning
- Åretolle, del af Nydambåden, udstillet i "Nydamhalle"
- Kopi af mandshoved, sat på Nydambåden, fundet ved udgravning i Nydam Mose 1997
- Øsekar, fundet 1993 i Nydam Mose, udstillet i "Nydamhalle"
- Fuldskalakopien i december 2009 af Nydam Tveir